# Hipólito Fernandes Álvares
Hipólito Fernandes Álvares ComC (Goa - ?) foi um médico e político português.

## Família
Filho de Hipólito Francisco Álvares, de linhagem Brâmane de Primeiro Goankar brasonada de Margão, que recebia de tributo uma libra de ouro, falecido em Lisboa, Médico pela Escola Médico-Cirúrgica de Goa (Carta de 15 de Setembro de 1884) e depois pela Faculdade de Medicina da Universidade de Coimbra, que foi Médico Municipal em Vila Viçosa, e de sua mulher … Fernandes, ambos Goeses católicos. Irmão mais velho de Joaquim Camilo Fernandes Álvares, Engenheiro Civil.

## Biografia
Médico e Governador Civil do Distrito de Évora de 10 de Março de 1939 a 26 de Outubro de 1944, tendo sido feito Comendador da Ordem Militar de Nosso Senhor Jesus Cristo a 29 de Abril de 1942.